# Campeonato Profesional 1975
Il Campeonato Profesional 1975 fu la 28ª edizione della massima serie del campionato colombiano di calcio, e fu vinta dal Santa Fe.

## Avvenimenti
Il Finalización è composto da due gironi: il girone A è composto dalle prime 7 dell'Apertura, mentre il B dalle ultime 7. Vengono formati degli abbinamenti tra squadre dei due gruppi: ciascuna squadra del gruppo A è abbinata a una squadra del gruppo B. Quando la squadra del gruppo B incontra l'avversaria del gruppo A cui è abbinata, gioca due partite in casa e una in trasferta. Passano al girone da 6 per l'assegnazione del titolo le prime classificate di ciascun gruppo, più le migliori 4 nella classifica complessiva (Apertura + Finalización).

## Partecipanti
- América de Cali
- Atlético Bucaramanga
- Atlético Junior
- Atlético Nacional
- Cristal Caldas
- Cúcuta Deportivo
- Deportes Quindío
- Deportes Tolima
- Deportivo Cali
- Deportivo Pereira
- Independiente Medellín
- Millonarios
- Santa Fe
- Unión Magdalena

## Torneo Apertura
|  | Pos. | Squadra                | Pt | G  | V  | N  | P  | GF | GS | DR  |
|  | ---- | ---------------------- | -- | -- | -- | -- | -- | -- | -- | --- |
|  | 1.   | Millonarios            | 41 | 26 | 18 | 5  | 3  | 48 | 22 | +26 |
|  | 2.   | Deportivo Cali         | 38 | 26 | 16 | 6  | 4  | 47 | 21 | +26 |
|  | 3.   | Santa Fe               | 34 | 26 | 12 | 10 | 4  | 32 | 18 | +14 |
|  | 4.   | Atlético Junior        | 32 | 26 | 12 | 8  | 6  | 40 | 24 | +16 |
|  | 5.   | Independiente Medellín | 29 | 26 | 10 | 9  | 7  | 38 | 32 | +6  |
|  | 6.   | Unión Magdalena        | 28 | 26 | 10 | 8  | 8  | 30 | 30 | 0   |
|  | 7.   | Deportivo Pereira      | 27 | 26 | 10 | 7  | 9  | 40 | 39 | +1  |
|  | 8.   | Deportes Quindío       | 24 | 26 | 8  | 8  | 10 | 26 | 30 | -4  |
|  | 9.   | Atlético Bucaramanga   | 24 | 26 | 8  | 8  | 10 | 34 | 39 | -5  |
|  | 10.  | Deportes Tolima        | 22 | 26 | 7  | 8  | 11 | 26 | 38 | -12 |
|  | 11.  | América de Cali        | 21 | 26 | 9  | 3  | 14 | 29 | 33 | -4  |
|  | 12.  | Atlético Nacional      | 20 | 26 | 6  | 8  | 12 | 32 | 42 | -10 |
|  | 13.  | Cristal Caldas         | 15 | 26 | 5  | 5  | 16 | 26 | 49 | -23 |
|  | 14.  | Cúcuta Deportivo       | 9  | 26 | 1  | 7  | 18 | 15 | 46 | -31 |

Legenda:

         Inserito nel gruppo A.
         Inserito nel gruppo B.
Note:
Due punti a vittoria, uno a pareggio, zero a sconfitta.

## Torneo Finalización
Abbinamenti: Dep. Cali-América; Dep. Pereira-Dep. Tolima; Ind. Medellín-Atlético Nacional; Junior-Dep. Quindío; Millonarios-Cristal Caldas; Santa Fe-Cúcuta; Unión Magdalena-Atl. Bucaramanga.

### Gruppo A
|  | Pos. | Squadra                | Pt | G  | V  | N  | P  | GF | GS | DR  |
|  | ---- | ---------------------- | -- | -- | -- | -- | -- | -- | -- | --- |
|  | 1.   | Santa Fe               | 26 | 21 | 10 | 6  | 5  | 28 | 18 | +10 |
|  | 2.   | Millonarios            | 25 | 21 | 9  | 7  | 5  | 25 | 20 | +5  |
|  | 3.   | Atlético Junior        | 22 | 21 | 6  | 10 | 5  | 27 | 26 | +1  |
|  | 4.   | Deportivo Cali         | 21 | 21 | 7  | 7  | 7  | 35 | 33 | +2  |
|  | 5.   | Independiente Medellín | 20 | 21 | 6  | 8  | 7  | 22 | 26 | -4  |
|  | 6.   | Deportivo Pereira      | 19 | 21 | 6  | 7  | 8  | 23 | 28 | -5  |
|  | 7.   | Unión Magdalena        | 13 | 21 | 2  | 9  | 10 | 17 | 33 | -16 |

Legenda:
         Qualificato al girone finale.
Note:
Due punti a vittoria, uno a pareggio, zero a sconfitta.

### Gruppo B
|  | Pos. | Squadra              | Pt | G  | V  | N  | P  | GF | GS | DR  |
|  | ---- | -------------------- | -- | -- | -- | -- | -- | -- | -- | --- |
|  | 1.   | Atlético Bucaramanga | 26 | 21 | 10 | 6  | 5  | 34 | 21 | +13 |
|  | 2.   | América de Cali      | 25 | 21 | 10 | 5  | 6  | 30 | 27 | +3  |
|  | 3.   | Cúcuta Deportivo     | 24 | 21 | 10 | 4  | 7  | 29 | 22 | +7  |
|  | 4.   | Deportes Quindío     | 23 | 21 | 9  | 5  | 7  | 18 | 16 | +2  |
|  | 5.   | Atlético Nacional    | 22 | 21 | 6  | 10 | 5  | 18 | 13 | +5  |
|  | 6.   | Cristal Caldas       | 15 | 21 | 5  | 5  | 11 | 17 | 33 | -16 |
|  | 7.   | Deportes Tolima      | 13 | 21 | 3  | 7  | 11 | 22 | 29 | -7  |

Legenda:
         Qualificato al girone finale.
Note:
Due punti a vittoria, uno a pareggio, zero a sconfitta.

## Classifica complessiva
|  | Pos. | Squadra                | Pt | G  | V  | N  | P  | GF | GS | DR  |
|  | ---- | ---------------------- | -- | -- | -- | -- | -- | -- | -- | --- |
|  | 1.   | Millonarios            | 66 | 47 | 27 | 12 | 8  | 73 | 42 | +31 |
|  | 2.   | Santa Fe               | 60 | 47 | 22 | 16 | 9  | 60 | 36 | +24 |
|  | 3.   | Deportivo Cali         | 59 | 47 | 23 | 13 | 11 | 82 | 54 | +28 |
|  | 4.   | Atlético Junior        | 54 | 47 | 18 | 18 | 11 | 67 | 50 | +17 |
|  | 5.   | Atlético Bucaramanga   | 50 | 47 | 18 | 14 | 15 | 68 | 60 | +8  |
|  | 6.   | Independiente Medellín | 49 | 47 | 16 | 17 | 14 | 60 | 58 | +2  |
|  | 7.   | Deportes Quindío       | 47 | 47 | 17 | 13 | 17 | 44 | 46 | -2  |
|  | 8.   | América de Cali        | 46 | 47 | 19 | 8  | 20 | 59 | 60 | -1  |
|  | 9.   | Deportivo Pereira      | 46 | 47 | 16 | 14 | 17 | 63 | 67 | -4  |
|  | 10.  | Atlético Nacional      | 42 | 47 | 12 | 18 | 17 | 50 | 55 | -5  |
|  | 11.  | Unión Magdalena        | 41 | 47 | 12 | 17 | 18 | 47 | 63 | -16 |
|  | 12.  | Deportes Tolima        | 35 | 47 | 10 | 15 | 22 | 48 | 67 | -19 |
|  | 13.  | Cúcuta Deportivo       | 33 | 47 | 11 | 11 | 25 | 44 | 68 | -24 |
|  | 14.  | Cristal Caldas         | 30 | 47 | 10 | 10 | 27 | 43 | 82 | -39 |

Legenda:
         Qualificato al girone finale.
Note:
Due punti a vittoria, uno a pareggio, zero a sconfitta.

## Girone finale
|                     | Pos. | Squadra                | Pt | G  | V | N | P | GF | GS | DR  |
| ------------------- | ---- | ---------------------- | -- | -- | - | - | - | -- | -- | --- |
| Colombia (bandiera) | 1.   | Santa Fe               | 16 | 10 | 7 | 2 | 1 | 20 | 10 | +10 |
|                     | 2.   | Millonarios            | 13 | 10 | 5 | 3 | 2 | 15 | 11 | +4  |
|                     | 3.   | Deportivo Cali         | 13 | 10 | 5 | 3 | 2 | 15 | 6  | +9  |
|                     | 4.   | Atlético Bucaramanga   | 7  | 10 | 2 | 3 | 5 | 9  | 16 | -7  |
|                     | 5.   | Atlético Junior        | 6  | 10 | 2 | 2 | 6 | 7  | 15 | -8  |
|                     | 6.   | Independiente Medellín | 5  | 10 | 2 | 1 | 7 | 11 | 19 | -8  |

Legenda:

         Campione di Colombia 1975 e qualificato alla Coppa Libertadores 1976
         Qualificato alla Coppa Libertadores 1976
Due punti a vittoria, uno a pareggio, zero a sconfitta.

## Statistiche

### Classifica marcatori
| Gol |  |  | Giocatore             | Squadra              |
| --- |  |  | --------------------- | -------------------- |
| 35  |  |  | Jorge Ramón Cáceres   | Deportivo Pereira    |
| 28  |  |  | Vítor                 | Atlético Junior      |
| 27  |  |  | Miguel Ángel Converti | Millonarios          |
| 23  |  |  | Carlos Pandolfi       | Santa Fe             |
| 23  |  |  | Ghilio                | Atlético Bucaramanga |
| 20  |  |  | Oswaldo Palavecino    | Cristal Caldas       |
| 18  |  |  | Eduardo Vilarete      | Atlético Bucaramanga |
| 18  |  |  | Juan Felipe Barroso   | Deportivo Cali       |
| 17  |  |  | Nélson Silva Pacheco  | Atlético Junior      |
| 15  |  |  | Abel Da Graca         | Deportivo Cali       |